# Крепость Баллабур
Баллабур (азерб. Balabür qalası, тал. Bəleləbır) — одна из семи крепостей на территории Ленкоранского района в Азербайджане.

## История и археология
Крепость является памятником архитектуры местного значения. Крепость Баллабур расположена в 6 км к юго-западу от Ленкорани, у села Баллабур, у подножия талышских гор и занимает площадь 1 га. Первые сведения о крепости были даны историком Саидали Казибековым в 1869 году. Позже, в 1926 году, азербайджанский археолог Иса Азимбеков написал во втором номере журнала «Новости Азербайджанского археологического комитета» в статье «Древности Ленкоранского края»: «Крепость Баллабур расположена на вершине горы. На стене первого круга есть комнаты. На стене первого круга вырезанная из белого камня фигура барана. На стене второго круга рельефные фигуры в виде луков, стрел, мечей, кинжалов. В конце верхнего круга находится разрушенная комната. Есть и дополнительные комнаты. Они построены из темно-красного и светло-красного кирпича, находки крепости - средневековая глазурованная керамика, медная и золотая византийская нумизматика». Археолог пишет, что даже я нашел там древние византийские монеты. В результате здесь широко распространена деятельность «золотоискателей», чтобы заработать больше денег, чем научные исследования. В результате здания, которые наблюдались во время в Баллабуре, были разрушены.
Археолог Хатем Касаманлы показал, что в 1967 г. примерно в 100 метрах к востоку от подножия крепости на равнине была вырыта глубокая траншея для водного канала. При раскопках был обнаружен культурный слой, где были обнаружены различные культурные артефакты, в том числе бронзовое и железное оружие, конские доспехи, показал поселение в эпоху поздней бронзы - раннего железного века толщина 1,5–2 м свидетельствует о том, что поселение было большим и в то время велась интенсивная жизнь. К востоку от поселения, на большой территории, которую местные жители называют Сығон (с талышского "камни"), находится кладбище, ровесник поселения. Гробницы типа «каменного ящика» разного размера, сложены из огромных кусков камня.
Археолог Фарман Махмудов, исследовавший местность в 1960-х годах, обнаружил более 200 каменных ящиков. В настоящее время большая часть территории кладбища передана жителям в качестве двора. Лишь небольшая часть охраняется государством как памятник. В истории есть большое количество памятников, известных как «Талыш-муганская культура», их изучают более 100 лет. В этот период было определено, что распространение этих памятников охватило равнины Мугани и Ленкорани в талышских горах. Поздняя бронза - ранний железный век, т.е. вторая половина второго тысячелетия до нашей эры - первая половина первого тысячелетия (1400-500 до н.э.), или, другими словами, с сегодняшнего дня носители этой культуры, восходящей к 3400-2500 лет назад, имели высокоразвитую культуру своего времени, поддерживали различные культурные, экономические, политические и военные отношения с великими державами Ближнего Востока. Всё это отражено в сохранившихся до наших дней гробницах, период богат на военные конфликты, до наших дней сохранились многочисленные замки и крепости, построенные на территориях соседних государств и племен. Однако носители талыш-муганской культуры, хотя и изучаются много лет, известны лишь большим количеством надгробий. Наличие в могилах различных видов оружия указывает на то, что они всегда находились в состоянии военного конфликта. Однако их укрепления, замки и крепости до сих пор неизвестны науке. Поздний бронзовый и ранний железный век - период бурного развития пастбищно-зимнего скотоводства на Кавказе и во многих соседних регионах. Сильные племенные ассоциации, объединенные на основе военной демократии, контролировали определенные территории, где они проводили лето и зиму на пастбищах.

## Этимология
Название крепости идентично названию села где она располагается, село Балелабыр происходит от двух талышских слов "балел" ("дуб") и "быр" ("терновник"), т.к. ранее в деревне преобладал дубовый лес.